# Erwin Marcusson

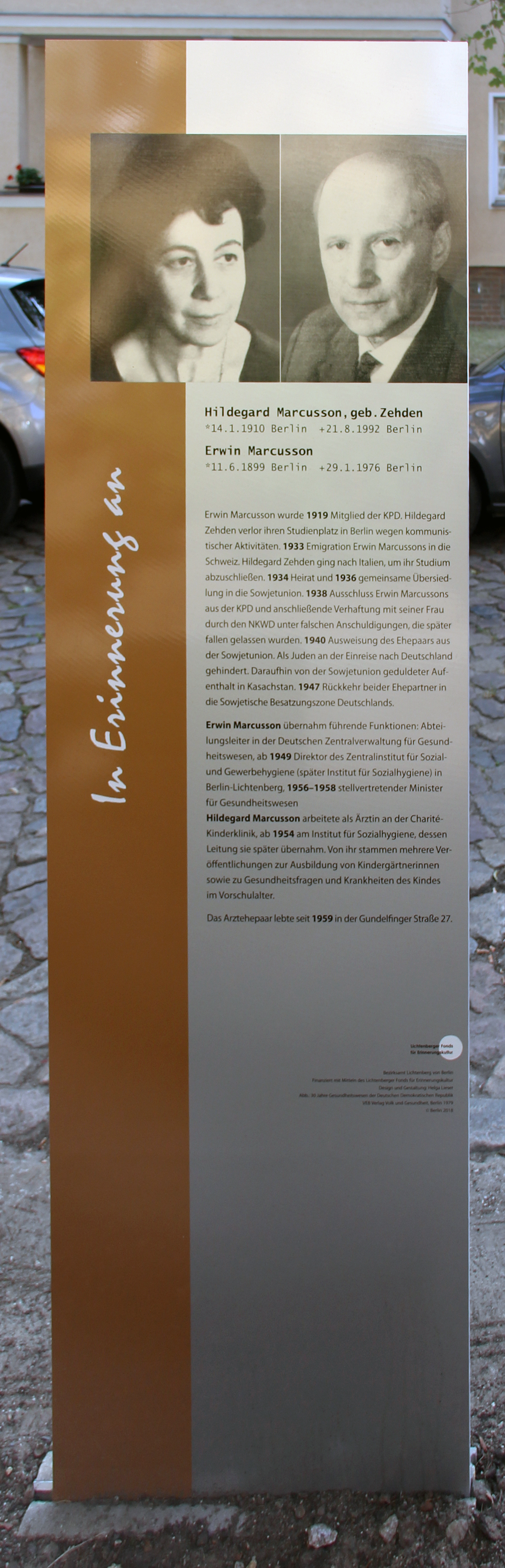
Gedenktafel am Haus, Gundelfinger Straße 27, in Berlin-Karlshorst

Erwin Marcusson (* 11. Juni 1899 in Berlin; † 29. Januar 1976 ebenda.) war ein deutscher Sozialhygieniker, Hochschullehrer und stellvertretender Minister für Gesundheitswesen in der DDR.

## Leben
Nach dem Schulabschluss am Falk-Gymnasium in Berlin-Tiergarten leistete Erwin Marcusson von 1917 bis 1918 seinen Militärdienst als Sanitätsgefreiter in Rastatt. Während der Novemberrevolution 1918 war er Mitglied eines Arbeiter- und Soldatenrats und nahm im Januar 1919 am Spartakusaufstand teil. 1919 wurde er Mitglied der KPD. Von 1919 bis 1925 studierte Marcusson Medizin in Berlin, Würzburg, Freiburg, München und Heidelberg. 1925 wurde er an der Universität Heidelberg promoviert. Nach Abschluss seiner fachärztlichen Ausbildung war er 1927–1930 Stadtschularzt in Altenburg und wurde 1930 Gewerbemedizinalrat in Magdeburg. Von 1930 bis 1933 war als Assistenzarzt am Krankenhaus in Berlin-Britz und in einer Privatpraxis tätig.
Nach seiner Verhaftung Anfang April 1933 und einer kurzzeitigen „Schutzhaft“ in Berlin-Plötzensee emigrierte Marcusson im Mai 1933 in die Schweiz. Dort arbeitete er zunächst als Assistenzarzt in einem Sanatorium in Montana und ab 1934 an einem sozialwissenschaftlichen Institut in Zürich. Im Februar 1936 ging er in die Sowjetunion. In Moskau war im Zentralinstitut für ärztliche Fortbildung tätig. Im Januar 1938 wurde Marcusson aus der KPD ausgeschlossen und im März vom NKWD unter der Anschuldigung der Spionage und des Verrats an Rosa Luxemburg und Karl Liebknecht gemeinsam mit seiner Ehefrau Hildegard Marcusson (1910–1992) verhaftet. Liebknecht und Luxemburg hatten kurz vor ihrer Ermordung in der Wohnung von Marcussons Eltern Zuflucht gefunden und wurden dort am 15. Januar 1919 festgenommen. Die Anschuldigungen eines Verrats durch die Gastgeber stellten sich jedoch als falsch heraus. Nach der Entlassung aus der Untersuchungshaft im März 1940 wurde das Ehepaar Marcusson aus der Sowjetunion ausgewiesen, wurde aber von den deutschen Behörden als Juden an der Grenze zu Polen abgeschoben. Von 1941 an lebten sie in Aralsk in Kasachstan, wo Erwin Marcusson in der Rayon-Gesundheitsverwaltung arbeitete.
1947 kehrte Marcusson nach Deutschland (Sowjetische Besatzungszone) zurück und wurde Abteilungsleiter in der Deutschen Zentralverwaltung für Gesundheitswesen und stellvertretender Direktor und ab 1949 Direktor des Zentralinstituts für Sozial- und Gewerbehygiene. Von 1951 bis 1957 war er Leiter der Hauptverwaltung Heilwesen im Ministerium für Gesundheitswesen und von Juni 1956 bis Dezember 1958 Stellvertreter des Ministers für Gesundheitswesen der DDR. Bei der Neubildung der Regierung im Dezember 1958 wurde sein umfangreiches Aufgabengebiet auf zwei stellvertretende Minister aufgeteilt. Für Marcusson wurden Walter Friedeberger und Michael Gehring als stellvertretende Gesundheitsminister eingesetzt. Von 1959 bis 1965 war er Direktor des Instituts für Sozialhygiene an der Akademie für ärztliche Fortbildung in Berlin-Lichtenberg. Seit 1955 hatte er einen Lehrauftrag an der Humboldt-Universität zu Berlin.
Das Grab von Erwin Marcusson befindet sich auf dem Zentralfriedhof Friedrichsfelde in Berlin.

## Sonstiges
Im Berliner Ortsteil Rummelsburg wurde 2006 eine Straße nach der Ehefrau von Erwin Marcusson, der Sozialhygienikerin Hildegard Marcusson (1910–1992), benannt.
Am 20. August 2018 wurde am ehemaligen Wohnhaus von Hildegard und Erwin Marcusson in der Gundelfinger Straße 27 eine Stele zum Andenken an das Ehepaar eingeweiht.

## Auszeichnungen
- Medaille für die Teilnahme an den bewaffneten Kämpfen der deutschen Arbeiterklasse in den Jahren 1918 bis 1923
- 1958 Medaille für Kämpfer gegen den Faschismus 1933 bis 1945
- 1959 Vaterländischer Verdienstorden in Silber und 1969 in Gold
- 1964 Ehrentitel Verdienter Arzt des Volkes
- 1974 Ehrenspange zum Vaterländischen Verdienstorden in Gold

## Werke (Auswahl)
- Sozialhygiene: Grundlagen und Organisation des Gesundheitsschutzes. Thieme, Leipzig 1954